# Collet dels Sarrions
El Collet dels Sarrions és una collada situada a 1.037 metres d'altitud del terme municipal de Navès, al Solsonès, situada al l'extrem sud del Serrat dels Sarrions.